# Ctesidem
Ctesidem (grec antic: Κτησίδημος, Ktesídēmos) fou un pintor de l'antiga Grècia d'època hel·lenística que va representar la conquesta d'Ecàlia i la història de Laodamia. Fou el mestre d'Antífil.